# Björntjärnen (Edefors socken, Norrbotten)
Björntjärnen är en sjö i Bodens kommun i Norrbotten och ingår i Luleälvens huvudavrinningsområde.